# Nikolái Zimiatov
Nikolái Semiónovich Zimiatov (en ruso: Николай Семёнович Зимятов; Rumiantsevo, URSS, 28 de junio de 1955) es un deportista soviético que compitió en esquí de fondo.
Participó en dos Juegos Olímpicos de Invierno, obteniendo en total cinco medallas: tres de oro en Lake Placid 1980, en las pruebas de 30 km, 50 km y el relevo, y oro y plata en Sarajevo 1984, en 30 km y el relevo (junto con Alexandr Batiuk, Alexandr Zavialov y Vladimir Nikitin).
Ganó cuatro medallas en el Campeonato Mundial de Esquí Nórdico, en los años 1978 y 1980.
Fue condecorado con la Orden de la Bandera Roja del Trabajo (1980) y con la Orden de la Amistad de los Pueblos (1984).

## Palmarés internacional
| Juegos Olímpicos   | Juegos Olímpicos             | Juegos Olímpicos | Juegos Olímpicos |
| Año                | Lugar                        | Medalla          | Prueba           |
| ------------------ | ---------------------------- | ---------------- | ---------------- |
| 1980               | Lake Placid (Estados Unidos) | Medalla de oro   | 30 km            |
| 1980               | Lake Placid (Estados Unidos) | Medalla de oro   | 50 km            |
| 1980               | Lake Placid (Estados Unidos) | Medalla de oro   | Relevo 4 × 10 km |
| 1984               | Sarajevo (Yugoslavia)        | Medalla de oro   | 30 km            |
| 1984               | Sarajevo (Yugoslavia)        | Medalla de plata | Relevo 4 × 10 km |
| Campeonato Mundial |                              |                  |                  |
| Año                | Lugar                        | Medalla          | Prueba           |
| 1978               | Lahti (Finlandia)            | Medalla de plata | 30 km            |
| 1980               | Lake Placid (Estados Unidos) | Medalla de oro   | 30 km            |
| 1980               | Lake Placid (Estados Unidos) | Medalla de oro   | 50 km            |
| 1980               | Lake Placid (Estados Unidos) | Medalla de oro   | Relevo 4 × 10 km |